# Чжоу Лулу
Чжоу Лулу  (кит.: 周 璐璐, 19 березня 1988) — китайська важкоатлетка, олімпійська чемпіонка.

## Виступи на Олімпіадах
| Олімпіада   | Вагова категорія | Місце |
| ----------- | ---------------- | ----- |
| Лондон 2012 | надважка         | 1     |